# Eben Moglen
Eben Moglen (New Haven, 13 giugno 1959) è un giurista statunitense.

## Biografia
Professore di legge e storia legale presso la Columbia Law School di New York, è membro della Free Software Foundation per la quale opera come consulente legale. In questa veste ha partecipato alla stesura di molte delle licenze dell'organizzazione, tra cui vale la pena di ricordare la GNU General Public License.
Si occupa di software libero e presiede il Software Freedom Law Center, da lui fondato nel febbraio 2005.
È il fondatore del progetto FreedomBox.